# Société fraternelle des patriotes de l'un et l'autre sexe
 (décembre 2017).
Fondée en février 1790, sous la Révolution française, par Claude Dansard, un maître de pension, la Société fraternelle des patriotes de l’un et l’autre sexe, Défenseurs de la Constitution se donnait pour mission l’éducation civique du peuple afin de faire passer les acquis révolutionnaires dans la vie quotidienne. 
L’originalité de ce club révolutionnaire était qu’il ouvrait largement ses portes aux femmes.

## Description
L’entrée de la Société fraternelle ne coûtait que deux sous. Dansard amenait un bout de chandelle, de l’amadou et un briquet. Lorsque celle-ci venait à manquer, les participants se cotisaient pour aller en acheter une autre. Ce faible éclairage illuminait une tribune ornée d’un buste de Rousseau avec deux secrétaires de sexe féminin et deux de sexe masculin de part, et d’autre d’un président. Les femmes et les hommes étaient assis de chaque côté et s’appelaient « sœur » et « frère ». Cependant, les « sœurs » sont sous la tutelle des « frères ».
Les membres de la Société fraternelle, dont Pépin-Degrouhette, Tallien, Merlin de Thionville furent présidents, débattaient de la liberté, de la patrie, de la Constitution avec une chaleur qui dépassait de beaucoup le zèle des Jacobins.
La Société fraternelle de l’un et l’autre sexe réclamait également la réforme du mariage, le divorce et l’éducation des femmes. En février 1791, elle passa une résolution selon laquelle « toutes les demoiselles ou femmes de la Société qui devraient se marier n’épouseraient jamais ce qu’on appelle un aristocrate ».
À l’origine, son lieu de réunion était la bibliothèque du couvent des Jacobins jusqu’au moment où la Société des Amis de la Constitution qui se réunissait, quant à elle, dans l’église du couvent des Jacobins, lui proposa un échange des lieux de réunion. La Société fraternelle devint donc une sorte de succursale des Jacobins. Marat a d’ailleurs loué l’énergie des femmes de la Société fraternelle en l’opposant aux bavardages des Jacobins.
C’est à la Société fraternelle que Jacques Hébert a rencontré sa femme, Françoise Goupil, une ancienne religieuse du couvent de la Conception.

## Membres célèbres
- Etta Palm d'Aelders
- Jacques Hébert
- Françoise Goupil
- Louise-Félicité de Kéralio
- Pauline Léon
- Anne-Josèphe Théroigne de Méricourt
- Manon Roland
- Jean-Lambert Tallien
- Merlin de Thionville